# Robert Woodrow Wilson
Robert Woodrow Wilson (ur. 10 stycznia 1936 w Houston) – amerykański astronom, laureat Nagrody Nobla w dziedzinie fizyki za odkrycie mikrofalowego promieniowania tła. Nagrodę Nobla otrzymał w roku 1978 wraz z Arnem Penziasem. W 1970 roku wraz z zespołem jako pierwszy odkrył linie widmowe tlenku węgla CO w dziewięciu źródłach galaktycznych, w tym w Mgławicy Oriona.

## Życie i praca
Ukończył Lamar High School w River Oaks w Houston i studiował na Uniwersytecie Rice’a, również w Houston, gdzie został wprowadzony do społeczeństwa Phi Beta Kappa. W 1962 roku uzyskał doktorat z fizyki w California Institute of Technology.
W latach 1963–1976 pracował w Bell Laboratories w Holmdel, New Jersey. W 1976 został kierownikiem działu badań w Bell’s Radio Physics Research Department. W 1994 roku rozpoczął pracę w Harvard-Smithsonian Center for Astrophysics.
W 1979 został członkiem Amerykańskiej Narodowej Akademii Nauk.

## Osiągnięcia naukowe
Razem z Arnem Penziasem odkrył mikrofalowe promieniowanie tła, nazywane też reliktowym. Jego istnienie przewidzieli teoretycznie:
- George Gamow (wraz z Ralphem Alpherem i Robertem Hermanem pod koniec lat 40.; odkrycie to zostało jednak zapomniane);
- niezależnie w latach 60. XX wieku, radziecki kosmolog Jakow Zeldowicz oraz Amerykanin Robert H. Dicke.

Odkrycia dokonano podczas prób nowej anteny Holmdel Horn Antenna – przeznaczonej do zastosowań komercjalnych. Odkrywcy interpretowali dochodzący z zewnątrz szum jako wynikający z samej konstrukcji anteny, posunęli się nawet do czyszczenia anteny z odchodów gołębi jako potencjalnego źródła szumu. Przypadkiem o ich kłopotach dowiedział się Dicke, który odwiedził naukowców i prawidłowo zinterpretował naturę szumu, którego obecność przewidział teoretycznie.
W 1970 roku wraz z zespołem, którym kierował, dokonał odkrycia linii widmowych tlenku węgla CO w dziewięciu źródłach galaktycznych, w tym w Mgławicy Oriona. Obserwacje linii widmowych CO stały się standardową metodą śledzenia chłodnego molekularnego gazu międzygwiezdnego, a wykrycie CO było znaczącym wydarzeniem dla radioastronomii milimetrowej i submilimetrowej.

## Kontrowersje wokół przyznania nagrody Nobla
Przyznanie Wilsonowi wraz z Arnem Penziasem Nagrody Nobla wzbudziło kontrowersje w środowisku naukowym. Wskazywano, że nagrodę powinien dostać też Robert Dicke, który teoretycznie przewidział istnienie promieniowania reliktowego i dokonał jego identyfikacji na miejscu odkrycia w Holmdel Township.

## Nagrody i wyróżnienia
- Medal Henry’ego Drapera (1977) – z Arnem Penziasem
- Herschel Medal (1977)[5] – z Arnem Penziasem
- Nagroda Nobla w dziedzinie fizyki (1978) z Arnem Penziasem i Piotrem Kapicą
- Nagroda Karla Jansky’ego (1984)[6]
- Vainu Bappu Memorial Award, Indyjska Narodowa Akademia Nauk (1990)[7]

## Działalność publiczna
W 2016 roku podpisał list wzywający Greenpeace, Organizację Narodów Zjednoczonych i rządy na całym świecie do zaprzestania walki z organizmami zmodyfikowanymi genetycznie (GMO).